# La Licorne (bateau)
 (mars 2024).
Pour les articles homonymes, voir La Licorne.

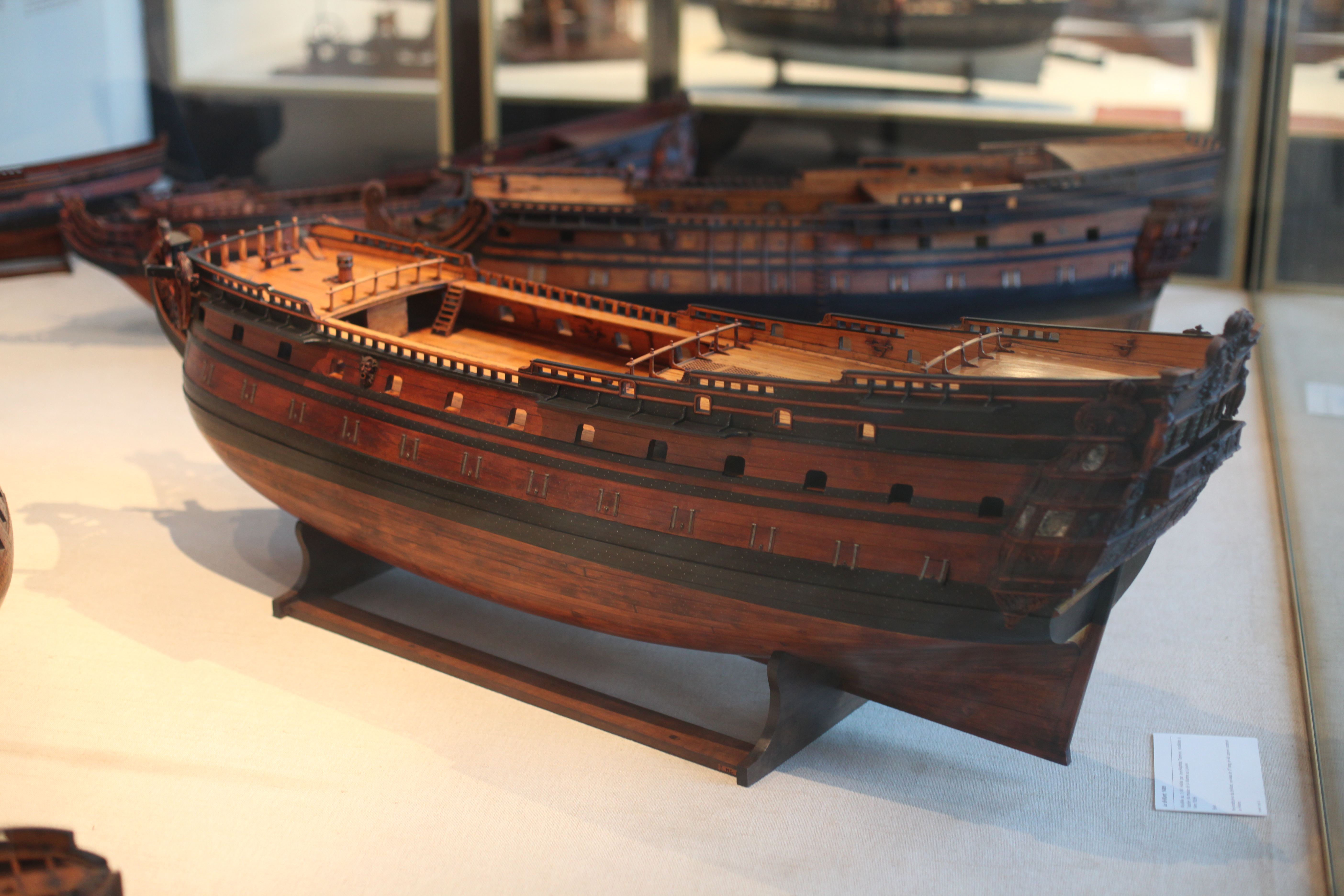
Modèle réduit du Brillant, vaisseau de la flotte de Louis XIV qui a inspiré Hergé pour le dessin de La Licorne.

La Licorne est un vaisseau à trois-mâts fictif qui apparaît dans Les Aventures de Tintin dans les albums Le Secret de La Licorne et dans Le Trésor de Rackham le Rouge, respectivement publiés en 1943 et 1944, pendant la Seconde Guerre mondiale. Le vaisseau y joue un rôle prépondérant. Son nom provient de sa figure de proue ornée d'une licorne.

## La Licornedans l'œuvre d'Hergé

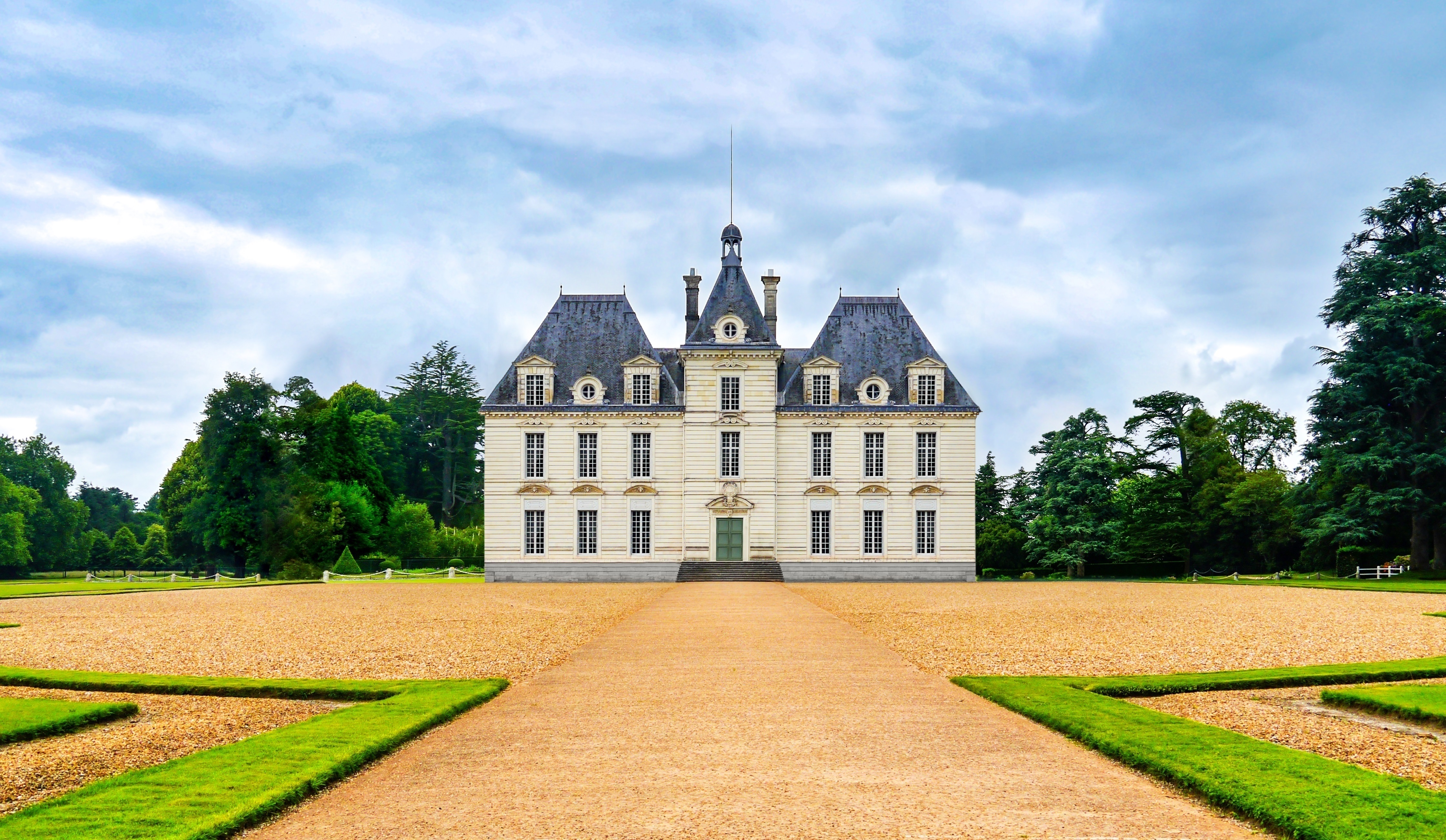
Le château de Moulinsart, d'après une photographie modifiée du château de Cheverny.

La Licorne apparaît dès la troisième planche du Secret de La Licorne, onzième épisode des Aventures de Tintin.
Tintin achète à un brocanteur du Vieux Marché de Bruxelles une maquette de navire qu'il compte simplement offrir au capitaine Haddock. Aussitôt, deux hommes particulièrement insistants tiennent à la lui racheter, mais Tintin, agacé, refuse catégoriquement de leur revendre la maquette. 
Ravi de faire plaisir au capitaine Haddock, Tintin l'invite chez lui afin de montrer la maquette. Sauf que Haddock reconnaît dans cette dernière celle du bateau que commandait son ancêtre le chevalier François de Hadoque. Pendant que les deux amis vérifient cette affirmation sur un tableau du chevalier accroché dans l'appartement du capitaine, la maquette est volée au domicile de Tintin.
Intrigué par ce que Tintin lui a raconté au sujet de la Licorne, le capitaine Haddock se plonge dans les archives que lui a léguées son ancêtre et dont il conserve un coffre au grenier. Lorsque le reporter revient le voir, Haddock, alcoolisé et se prenant pour son ancêtre, raconte à Tintin et de manière très animée les derniers moments du navire. Le lecteur revit ainsi la capture de la Licorne par le pirate Rackham-le-Rouge et les épisodes
En 1698, La Licorne, vaisseau de troisième rang de la flotte de Louis XIV commandé par le chevalier de Hadoque, navigue dans la mer des Caraïbes, chargé d'une cargaison de rhum. Il est abordé par le navire d'un pirate sanguinaire, Rackham le Rouge. Après une lutte acharnée, les pirates s'emparent de La Licorne et Hadoque, seul survivant, est fait prisonnier. Pendant la nuit, alors que les pirates, ivres, célèbrent leur victoire, le chevalier s'échappe, tue Rackham le Rouge et fait exploser le navire tandis qu'il se réfugie sur une île.
L'enquête menée par le jeune reporter lui apprend l'existence de trois maquettes du navire, conçues par le chevalier de Hadoque en personne et destinées à chacun de ses trois fils. Chaque maquette renferme un parchemin entouré de son mât,,portant un message énigmatique ponctué par une série de chiffres. Superposés et exposés à la lumière, les trois parchemins révèlent les coordonnées géographiques d'une île où le chevalier de Hadoque aurait enterré le trésor du pirate Rackham le Rouge .
Dans Le Trésor de Rackham le Rouge, douzième album de la série et second volet de l'aventure, Tintin et le capitaine Haddock mettent sur pied une expédition pour retrouver le trésor. Après une série de péripéties, ils atteignent l'île en question, puis découvrent l'épave de La Licorne. Malgré les fouilles, le trésor reste introuvable et l'équipage se résout à regagner l'Europe. Des fragments de parchemins retrouvés dans l'épave et confiés au professeur Tournesol finissent par mettre Tintin sur la voie : le trésor est en réalité caché dans la crypte du château de Moulinsart dont le chevalier de Hadoque était le propriétaire.

## Description

### Allure générale

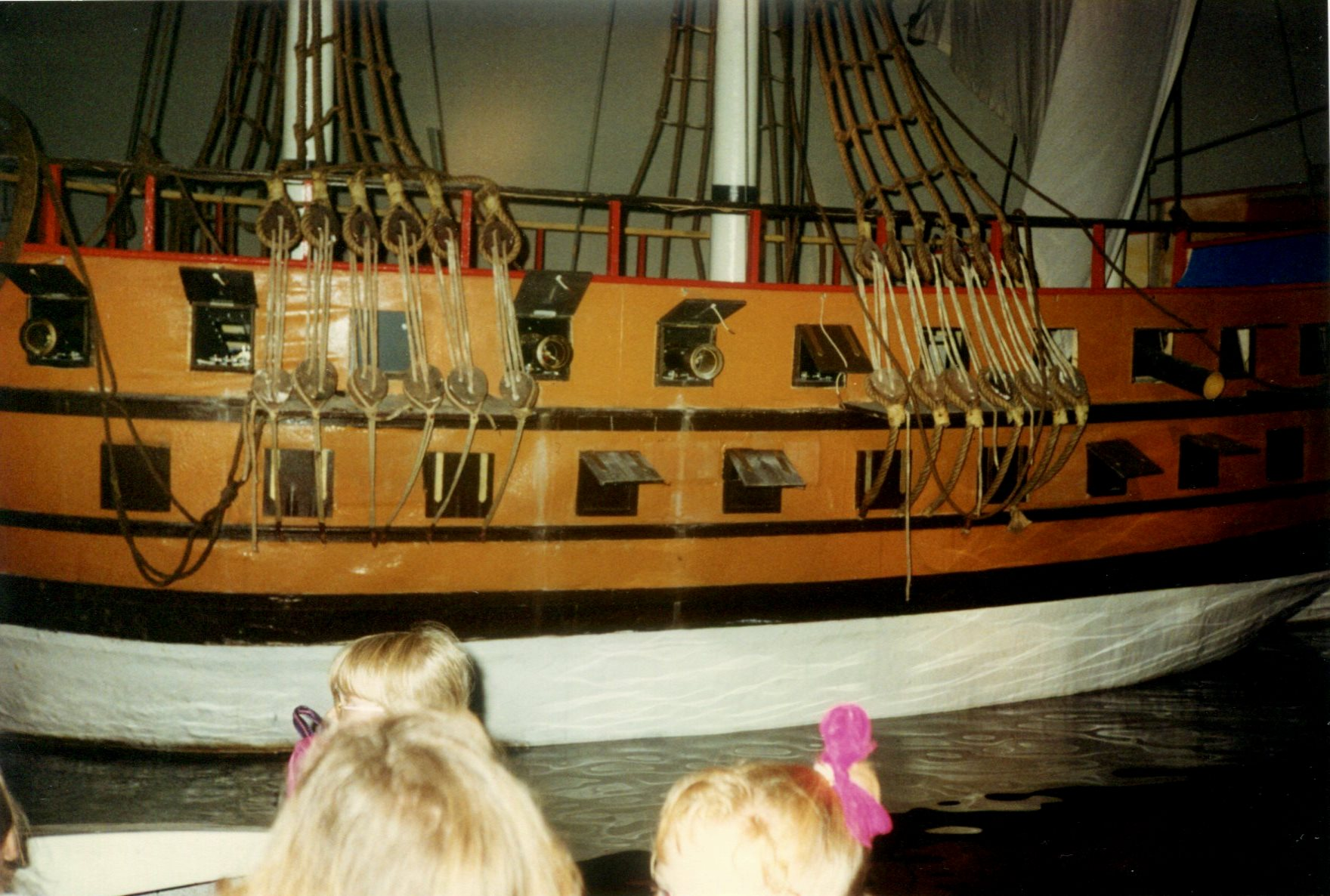
Une reproduction de La Licorne dans l'attraction Le Secret de La Licorne du parc Walibi, en 1992.

La Licorne est un vaisseau de troisième rang, à deux ponts, long de 154 pieds, soit 50,02 mètres. D'après la maquette réalisée par Gérard Liger-Belair, la hauteur du mât d'artimon est de 21,66 m, celle du grand-mât est de 41,66 m tandis que celle du mât de misaine s'élève à 37,66 mètres. Le mâtereau de beaupré mesure quant à lui 10 mètres.

### Intérieur du bateau
Hergé n'a presque rien dessiné de l'intérieur de La Licorne, hormis la sainte-barbe et une pièce de l'entrepont où quatre artilleurs s'affairent autour d'un canon. Ces matelots sont d'ailleurs les seuls membres de l'équipage représentés, en plus de celui qui officie à la vigie. Pour dessiner leur tenue, Hergé s'inspire de costumes de matelots de l'époque de Louis XIV présentés dans un ouvrage d'Alfred de Marbot datant de 1854. Les matelots portent une veste bleue, une culotte bouffante blanche rayée rouge et une écharpe de même motif à la ceinture. Ils portent tous un bonnet, ce qui les distingue des pirates coiffés de foulards ou de chapeaux.

### Localisation de l'épave

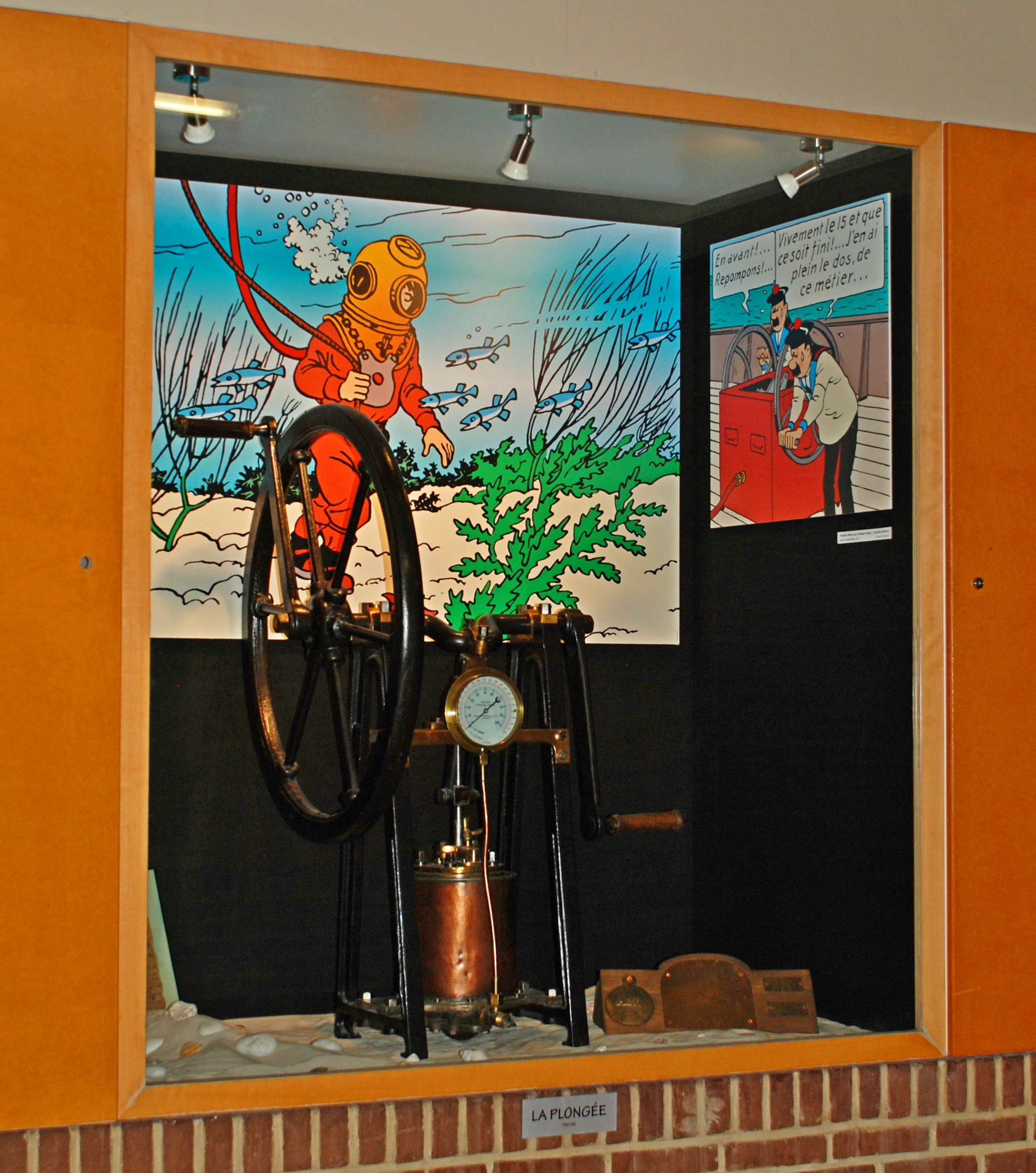
Deux scènes de l'album illustrant la plongée dans les couloirs du Centre sportif de Blocry à Louvain-la-Neuve.

L'épave de La Licorne est située à 20° 37' 42" de latitude nord et 70° 52' 15" de longitude ouest par rapport au méridien de Paris, au large d'une île fictive, créée pour les besoins du récit. Si ces coordonnées sont vraisemblables, elles révèlent deux erreurs de la part d'Hergé. D'une part, compte tenu des moyens techniques de l'époque, le chevalier de Hadoque n'aurait pu calculer les coordonnées à la seconde d'arc, sans compter que les pirates ont déplacé le bateau pendant qu'il était évanoui, ce qui ne lui permettait pas d'établir le cap choisi et donc la position exacte. D'autre part, le choix du méridien de Paris est anachronique puisque celui-ci n'est utilisé officiellement qu'à partir de 1792. À l'époque où Hergé place son récit, en 1698, le méridien de référence était celui de Ferro.
Par ailleurs, tout comme l'île est fictive, la profondeur des eaux l'est aussi. L'épave retrouvée par Tintin est située à quelques mètres de fond, ce qui permet son exploration à l'aide d'un scaphandre, alors que la profondeur sur le site réel des coordonnées géographiques retenues par Hergé atteint 5 065 mètres. Malgré l'explosion et les années passées en immersion, l'épave dessinée par Hergé est relativement bien conservée et plusieurs objets sont remontés : une croix en or, des bouteilles de rhum, un coffret contenant des parchemins, les fanaux, l'ancre et la figure de proue représentant une licorne.

## Inspirations et évolutionsLa Licorne

### Origine du nom
Plusieurs hypothèses ont été émises concernant le nom du navire. Il pourrait être inspiré du nom d'une rue bruxelloise située près du domicile de Jacques Van Melkebeke, coscénariste du Secret de La Licorne, ou bien d'une librairie de la même ville reconvertie en galerie d'art et où l'on vendait des maquettes de bateaux. Selon une autre hypothèse, Hergé se serait contenté de reprendre le nom d'un navire du roman Seconde Patrie, de Jules Verne. Le nom La Licorne est cependant présent dans de nombreuses marines d'Europe.

### Première version deLa Licorne
Hergé n'est pas familier du monde de la mer et des bateaux mais il commence à s'y intéresser vers la fin des années 1930. Abonné à la revue Wandelaer et sur l'eau à partir de 1935, il fréquente également le collectionneur et écrivain Alexandre Berqueman, pour qui il réalise la couverture d'un ouvrage intitulé Musées belges de la Marine, et se rend parfois au parc Ten Reuken pour observer les passionnés de modélisme. Au début de l'année 1942, il réunit une abondante documentation écrite et iconographique pour préparer la rédaction du Secret de La Licorne, onzième épisode des Aventures de Tintin. Il s'appuie notamment sur la collection de maquettes du prince Rodolphe de Croÿ et sur des modèles réduits que lui présentent les frères Chauveau, deux antiquaires. Parmi ces documents figurent de nombreux croquis de vaisseaux inspirés de ceux de la Marine royale française, bien qu'Hergé n'ait probablement jamais visité le Musée national de la Marine de Paris.
Si La Licorne imaginée par Hergé correspond assez fidèlement à un type de vaisseau employé à l'époque du roi Louis XIV, ses dessins ont évolué sensiblement entre la préparation du récit et sa version définitive publiée en album en couleurs. La première version de La Licorne paraît dans Le Soir du 9 juin 1942, sur une illustration annonçant la parution à venir de la nouvelle aventure. L'image montre Tintin tenant dans ses bras un modèle réduit de navire tandis que Milou marche à ses côtés. La maquette est sommaire : le navire ne possède qu'une batterie de six sabords et n'a ni fanal ni figure de proue. Ses trois mâts sont plantés sur un pont uniformément plat, tandis qu'il ne possède pour toute voile qu'un foc et l'artimon. Cette première version de La Licorne est probablement inspirée de la photographie du modèle réduit d'un trois-mâts suédois du XVIIe siècle reproduit sur la couverture du no 167 de novembre 1936 de la revue Wandelaer et sur l'eau.

### Deuxième et troisième versions

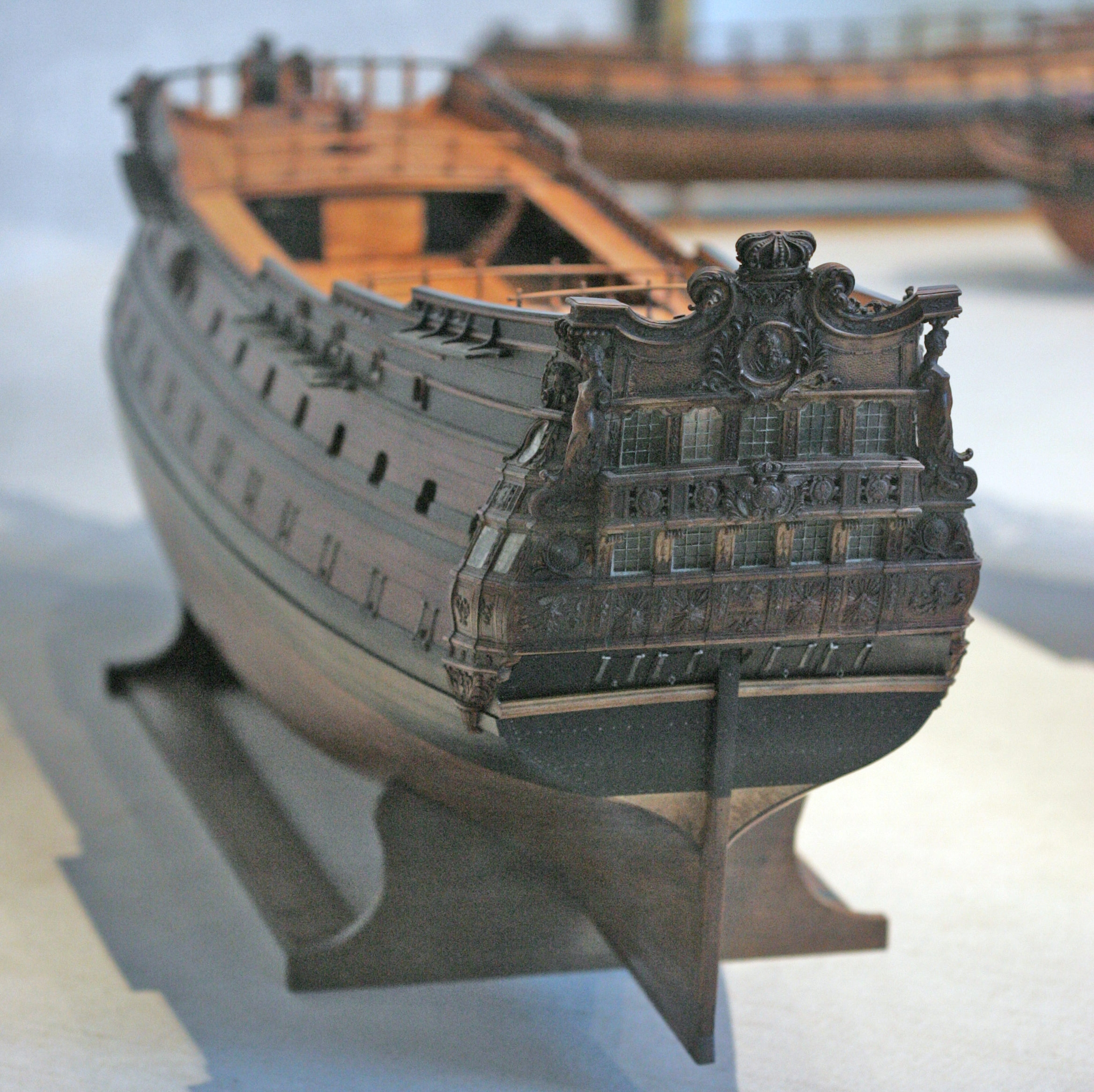
Vue arrière du Brillant, au Musée national de la Marine.

Par souci de réalisme, Hergé multiplie les études de maquette et les croquis. Bien qu'il souhaite faire de La Licorne un vaisseau de troisième rang, il s'inspire plus nettement d'un vaisseau de haut bord de deuxième rang, le Brillant, un bâtiment construit au Havre en 1690 par le maître-charpentier Étienne Salicon et décoré par Jean Bérain. L'un des croquis les plus élaborés que le dessinateur fixe dans son carnet reprend en effet l'allure générale de ce navire. La précision de ce croquis se manifeste particulièrement sur le gréement, ce qui témoigne chez Hergé d'un « acquis de connaissances déjà très avancé » dans ce domaine, selon archéologue naval Jean-Claude Lemineur, tandis que ce dernier juge l'approche de la coque plus « hésitante ».
De ce croquis naît une deuxième version de La Licorne, présente dans les premières vignettes du Secret de La Licorne, parues dans Le Soir à partir de la fin du mois de juin 1942. La Licorne est d'abord visible dans l'épisode de l'achat de la maquette au Vieux Marché par Tintin, puis sur le portrait du chevalier François de Hadoque accroché sur un mur de l'appartement du capitaine Haddock. Le navire comporte cette fois une batterie de huit sabords, trois fanaux, un tillac, un château à étages comprenant une dunette, une rangée de cinq fenêtres et deux bouteilles.
Une troisième version de La Licorne apparaît le 10 août 1942 dans le strip quotidien du Soir, dans l'épisode qui précède le combat entre le navire et celui du pirate Rackham le rouge. Hergé, motivé par les critiques de son ami Gérard Liger-Belair, maquettiste et spécialiste de la marine ancienne, apporte quelques modifications à ses dessins. S'il conserve la silhouette du Brillant, en s'appuyant sur la maquette réalisée par Jean-Baptiste Tanneron en 1840, il en rehausse le château en plaçant deux rangées de cinq fenêtres au lieu d'une seule. La Licorne conserve la dunette qui n'existe pas sur Le Brillant, de même que chaque rangée de fenêtres donne sur un balcon soutenu par des consoles absentes sur le modèle. De chaque côté du gouvernail, Hergé décide un sabord de retraite, tandis que Le Brillant en possède deux. Enfin, la nouvelle Licorne possède une force de frappe renforcée avec la présence d'une double batterie comprenant neuf sabords dans sa partie basse et dix dans sa partie haute.
En parallèle, Hergé accède à la demande de Gérard Liger-Belair de réaliser une maquette de La Licorne en vue de la commercialiser dans son magasin bruxellois, Au petit constructeur. Les deux hommes se sont rencontrés en 1938 à la Fédération des scouts catholiques de Belgique dont le maquettiste était le secrétaire. Avant la guerre, Gérard Liger-Belair avait déjà commercialisé une maquette en bois de balsa du Stratonef H. 22, apparu dans Le Testament de M. Pump, premier volet de bande dessinée des Aventures de Jo, Zette et Jocko, une autre série d'Hergé.

### Version définitive pour la colorisation de l'album
La publication des 174 strips en noir et blanc que contient l'histoire s'achève le 14 janvier 1943. L'éditeur Casterman demande au dessinateur d'adapter cette aventure et d'en faire un nouveau découpage pour la publier dans un album en couleurs de 62 pages. À cette occasion, Hergé redessine sa Licorne pour en livrer une quatrième version, cette fois définitive. Le navire est notamment mis en valeur sur la couverture de l'album et sur une vignette agrandie, occupant deux bandes de la quinzième planche, toutes deux inexistantes dans la version en noir et blanc.
Le dessinateur s'appuie notamment sur le plan de la maquette conçue par Gérard-Liger Belair pour retoucher son bateau. Ce dernier confie : « Pendant la publication des deux récits, et surtout au moment de la création des albums couleur, Hergé ne manqua jamais, chaque fois, qu'il y avait un dessin sur lequel figurait tout ou partie d'un bateau, de me l'envoyer par porteur pour que je vérifie s'il ne comportait pas une erreur, si petite soit-elle, du point de vue technique ». Pour autant, Hergé ne s'est pas contenté de copier la maquette conçue par Liger-Belair, dont il n'existe qu'une seule version. Si certains détails lui sont imputables, comme l'apparition dans cette dernière version de La Licorne de la voile de perruche sur le mât d'artimon, plusieurs éléments de la maquette ne figurent pas sur le dessin d'Hergé. C'est le cas notamment des passavants, de rampes pour attacher certaines écoutes et d'une chaloupe qui ne sont présents que sur la maquette.
De nombreuses modifications sont donc apportées à La Licorne pour la rendre plus vraisemblable. Certains cordages sont retirés, de même que le bastingage autour de la hune, tandis que la figure de proue, indistincte dans la version en noir et blanc, est désormais une licorne dorée. Celle-ci s'inspire de la figure de proue d'une frégate anglaise construite en 1745 et baptisée The Unicorn. Sans doute afin de rendre plausible l'abordage du vaisseau par les pirates, Hergé en rétrécit la poupe : les deux rangées de fenêtres n'en comporte plus que trois au lieu de cinq. Cette innovation purement esthétique n'est donc pas conforme à l'architecture navale de l'époque. La Licorne n'est pas seule à subir des modifications : les pavillons du bateau pirate étaient fixés directement au mât dans la version en noir et blanc, ce qui rendait impossible le fait de les hisser. Désormais, Hergé les dessine sur une drisse.

## Maquettes

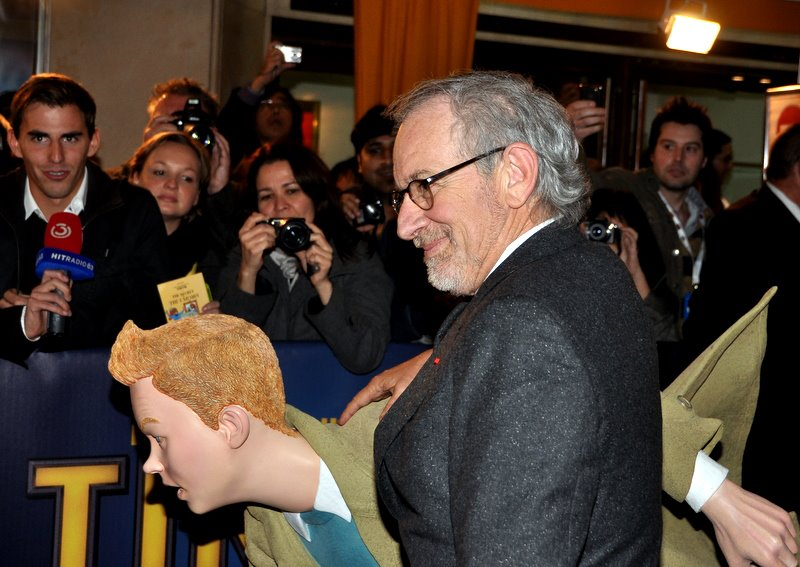
Steven Spielberg à l'avant-première parisienne du film au cinéma Le Grand Rex, le 22 octobre 2011.

En 1942, Hergé confie au maquettiste bruxellois Gérard Liger-Belair le soin de réaliser un modèle réduit de La Licorne. Le contrat de licence commerciale est signé le 4 avril et la maquette est ensuite vendue à des milliers d'exemplaires dans le magasin de Liger-Belair, Au petit constructeur. Hergé dessine lui-même l'affiche publicitaire ainsi que les personnages de Tintin, du capitaine Haddock et du chevalier de Hadoque qui encadrent le cartouche du plan. En novembre 2001, la revue Bateau Modèle consacre un numéro spécial aux Aventures de Tintin, dans lequel figurent notamment un plan non officiel de La Licorne et un entretien avec Gérard Liger-Belair.
En 2011, au moment de la sortie du film Les Aventures de Tintin : Le Secret de La Licorne, réalisé par Steven Spielberg, une nouvelle maquette est commercialisée par la société Moulinsart. Conçue par le charpentier de marine Pierre-Henri Le Coz, installé à Roscoff, dans le Finistère, elle est fabriquée au Viêt Nam, à seulement 500 exemplaires.

#### Œuvres d'Hergé
- Hergé, Le Secret de la Licorne, Tournai, Casterman, 1943, 62 p. (ISBN 978-2203001077).
- Hergé, Le Trésor de Rackham le Rouge, Tournai, Casterman, 1945, 62 p. (ISBN 978-2203001114).

#### Autres ouvrages
- Yves Horeau (préf. Philippe Goddin), Tintin, Haddock et les bateaux, Éditions Moulinsart, 2021 (1re éd. 1999), 64 p. (ISBN 978-2-87424-516-9).
- Yves Horeau, Jacques Hiron et Dominique Maricq, Tous les secrets de la Licorne, Gallimard, Éditions Moulinsart, 2017, 183 p. (ISBN 978-2742450503).